# Deir el-Bahari

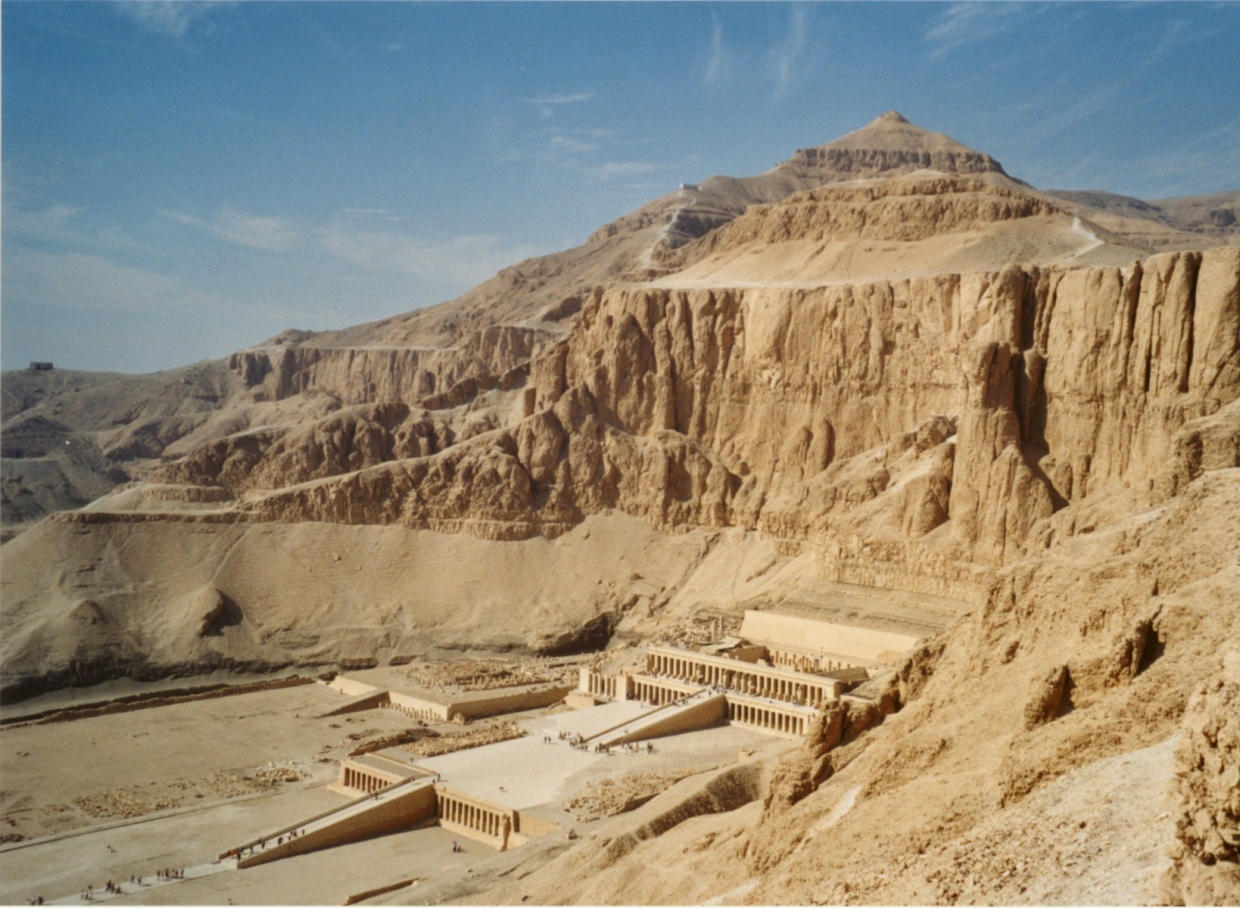
Tempel der Hatschepsut (vorne) und des Mentuhotep II. (hinten)

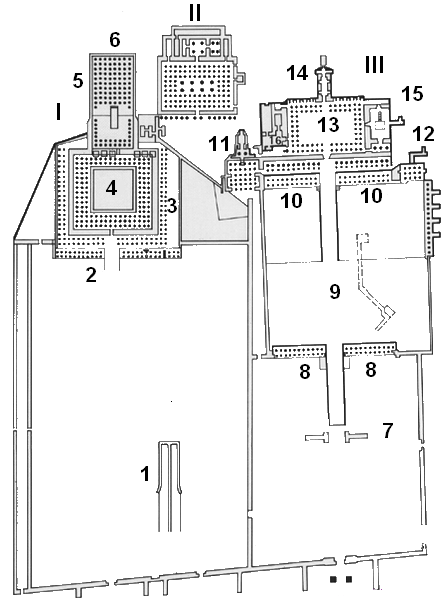
Karte der Tempelanlagen
von Deir el-Bahari
(I) Tempel des Mentuhotep II.
(1) Bab el-Hosan
(2) Vestibül
(3) Terrasse mit Kolonnade
(4) Tumulus
(5) Hypostyl
(6) Sanktuarium
(II) Tempel des Thutmosis III.
(III) Tempel der Hatschepsut
(7) Hof
(8) Erster Portikus
(9) Ziegeltempel Amenophis I.
(10) Zweiter Portikus
(11) Hathor-Kapelle
(12) Anubis-Kapelle
(13) Hof
(14) Amun-Heiligtum
(15) Sonnentempel
(16) Heiligtum der Hatschepsut und des Thutmosis III.

Deir el-Bahari (arabisch الدير البحري, DMG ad-Dair al-baḥrī) ist eine antike Nekropole in Ägypten, die nördlich von Theben auf der Westseite des Nils gegenüber der Stadt Luxor liegt, im Gouvernement al-Uqsur. Neben zahlreichen Felsengräbern, darunter der wohl spektakulärste Fund, die Königscachette, in der über 40 Mumien gefunden wurden, ist die Nekropole bekannt durch drei Totentempel.

## Tempel

### Totentempel Mentuhotep
Als erster ließ sich hier der Pharao Mentuhotep II. (11. Dynastie) seinen Tempel mit Begräbnisstätte erbauen. Eine zu dem Grabdenkmal hinführende Allee wurde von ihn darstellenden, bemalten Sandsteinstatuen gesäumt. In und um den Tempel ließ er seine Königinnen, Soldaten und hohe Beamten beisetzen. Auch dieser Tempel fällt durch seine einzigartige Architektur auf. Eine weitere Besonderheit ist die Tatsache, dass dies die einzige monumentale Anlage in Theben-West aus der Zeit des Mittleren Reiches ist.

### Totentempel Hatschepsut
Der Totentempel der Hatschepsut (Djeser-djeseru) stammt aus der 18. Dynastie und ist der am besten erhaltene Tempel in Deir el-Bahari. Auffällig ist seine eigenwillige Architektur.
In christlicher Zeit entstand auf dem Tempel der Hatschepsut das Kloster des heiligen Phoibammon. Das Phoibammon-Kloster wurde bis ins 11. Jahrhundert genutzt und von verschiedenen Bischöfen besucht. Im 19. Jahrhundert wurde die Klosterruine von Auguste Mariette und Edouard Naville abgetragen, um an die darunterliegenden Tempelteile zu gelangen. Naville dokumentierte seine Arbeit ausführlich in sieben Bänden: The Temple of Deir el Bahari (= EEF, 12-14, 16, 19, 27, 29). 7 Bände, London, 1894–1898.

### Totentempel Thutmosis III.
Neben seinen bereits bestehenden Tempeln Ach-menu (Karnak) und Henket-anch (nördlich des Ramesseums) ließ Thutmosis III. gegen Ende seiner Regierungsdauer den über der Hathorkapelle gelegenen Totentempel Djeser-achet (Heiliger Horizont) errichten.
Die mittig hinter Hatschepsuts und Mentuhoteps II. Totentempeln gebaute Anlage ist der kleinste der drei Tempel und am weitesten zerstört. Dieser Tempel wurde etwas erhöht angelegt, da zwischen den beiden anderen Tempeln kein Platz gewesen wäre. Auch der Tempel von Thutmosis III. ist in seiner Achse genau auf den Karnak-Tempel ausgerichtet. Die beiden Tempel des Neuen Reiches wurden als Millionenjahrhäuser errichtet.

### Modell der Gesamtanlage
Seit Oktober 2016 entsteht unter Hinzuziehung neusten wissenschaftlichen Erkenntnisse ein begehbares Modell der Anlage in Second Life, dessen Hauptaugenmerk auf der architektonischen Gesamtausführung und dem Zusammenspiel der Gebäude und Gärten liegt (siehe Weblinks).

## Gräber

### Die Cachette von Deir el-Bahari
Der spektakulärste Fund in Deir el-Bahari war wohl die Auffindung des Grabes DB320 (auch TT320) um 1871 durch Ahmed Abdelrassul. Die Familie Abdelrassul verschwieg die Entdeckung des Grabes aus der 21. Dynastie, in dem sich neben reichhaltigen Grabbeigaben auch die Mumien von über 40 Personen befanden, darunter zahlreiche Königsmumien der 17. bis 21. Dynastie. Stück für Stück wurden Teile des Fundes verkauft, bis der damalige Chef der Antikenbehörde, Gaston Maspero, darauf aufmerksam wurde. Seinem Assistenten Emil Brugsch war es so am 6. Juli 1881 vergönnt, die Funde der heute so genannten „Königscachette von Deir el-Bahari“ zu bergen.

### Einige der bekannten Grabanlagen
| Grab Nr.:    | Name          | Titel                   | Dynastie/Herrscher                        | Funde/Bemerkungen                                                                     |
| ------------ | ------------- | ----------------------- | ----------------------------------------- | ------------------------------------------------------------------------------------- |
| TT308        | Kemsit        | Ehefrau des Königs      | 11. Dynastie (Mentuhotep II.)             | Ehefrau des Mentuhotep II.                                                            |
| TT310        | unbekannt     | Kanzler                 | 11. Dynastie                              |                                                                                       |
| TT313        | Henenu        | Hausvorsteher           | 11. Dynastie                              |                                                                                       |
| TT316        | Neferhotep    | Bogenträger             | 12. oder 13. Dynastie                     | [ 7 ]                                                                                 |
| TT319        | Neferu        | Ehefrau des Königs      | 11. Dynastie (Mentuhotep II.)             | Ehefrau des Mentuhotep II.                                                            |
| TT320        | Pinudjem II.  | Hohepriester des Amun   | 21. Dynastie (Amenemope, Osochor, Siamun) | Grab, wurde ab der 22. Dynastie als Mumiendepot genutzt „Cachette von Deir el-Bahari“ |
| TT353        | Senenmut      | Haushofmeister, Beamter | 18. Dynastie (Hatschepsut)                | [ 10 ]                                                                                |
| TT386        | Antef         | General                 | 11. Dynastie (Mentuhotep II.)             | [ 11 ]                                                                                |
|              | Aschait       | Ehefrau des Königs      | 11. Dynastie (Mentuhotep II.)             | Ehefrau des Mentuhotep II.                                                            |
|              | Kawit         | Ehefrau des Königs      | 11. Dynastie (Mentuhotep II.)             | Ehefrau des Mentuhotep II.                                                            |
|              | Sadeh         | Ehefrau des Königs      | 11. Dynastie (Mentuhotep II.)             | Ehefrau des Mentuhotep II.                                                            |
|              | Henhenet      | Ehefrau des Königs      | 11. Dynastie (Mentuhotep II.)             | Ehefrau des Mentuhotep II.                                                            |
| (Naville 15) | Tem (Königin) | Ehefrau des Königs      | 11. Dynastie (Mentuhotep II.)             | Ehefrau des Mentuhotep II.                                                            |
|              | Mijt          |                         | 11. Dynastie (Mentuhotep II.)             |                                                                                       |

## Anschlag von Luxor 1997
Am 17. November 1997 wurden hier 62 Menschen, davon 58 ausländische Touristen und vier Ägypter, bei einem terroristischen Anschlag durch die Gruppe Al-Dschamāʿa al-islāmiyya getötet und weitere zum Teil schwer verletzt.

## Weitere Bilder

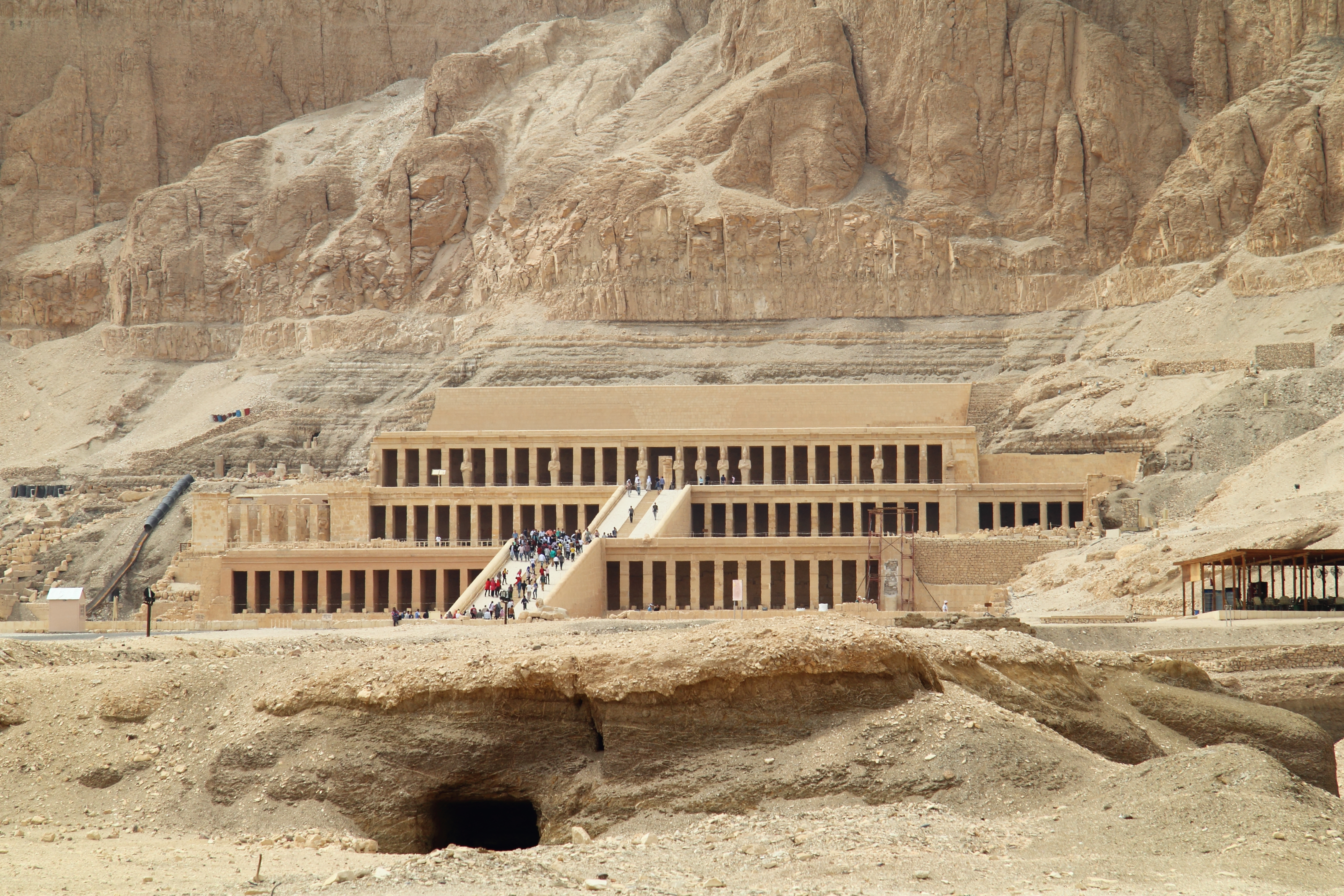
Tempel der Hatschepsut
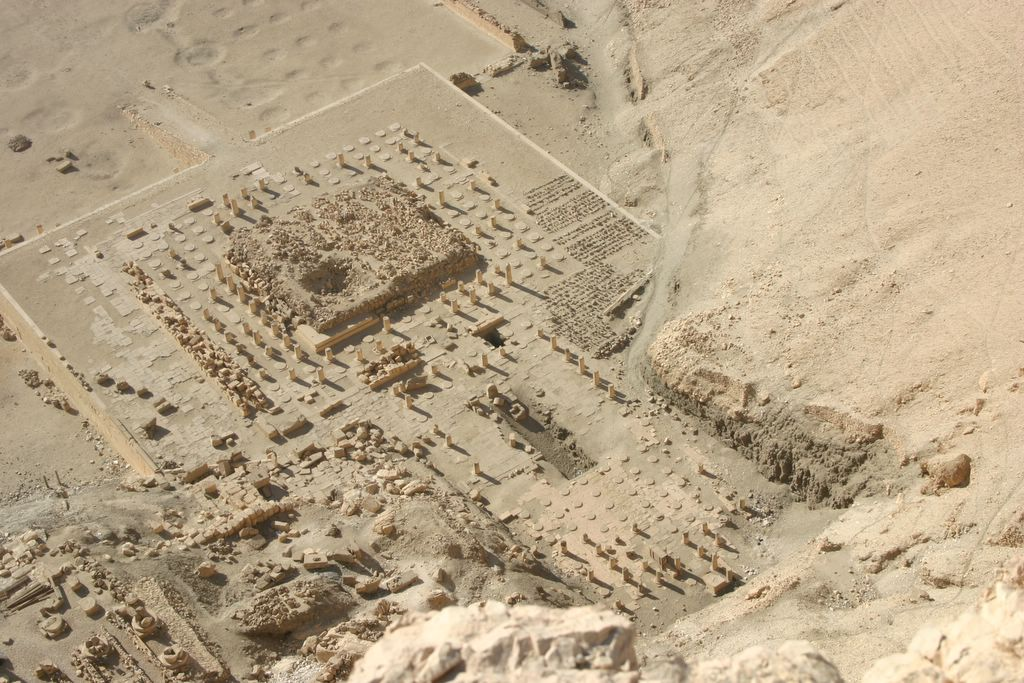
Tempel des Mentuhotep II. von oben
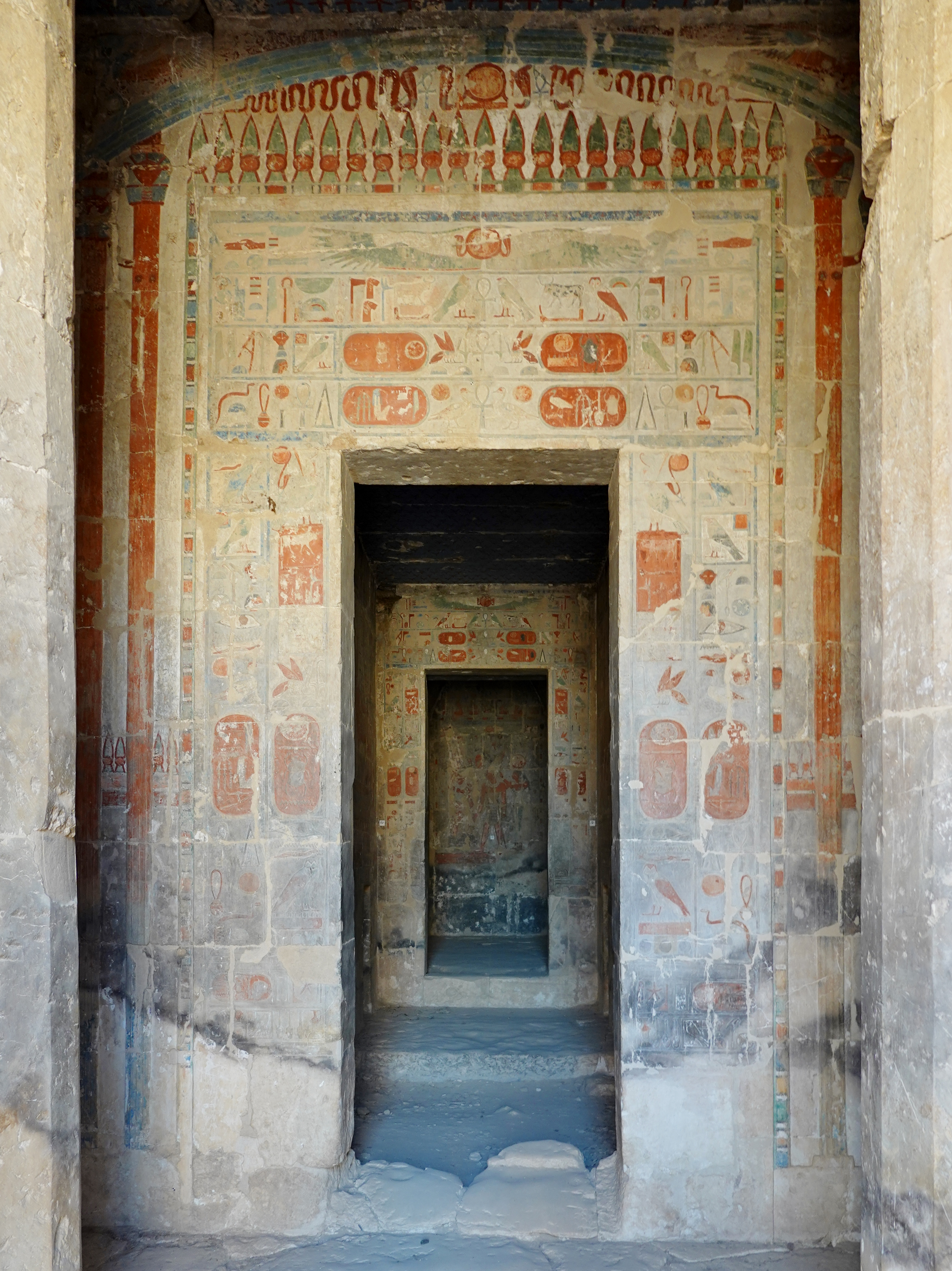
Türbogen eines Sanktuars (Hatschepsut)
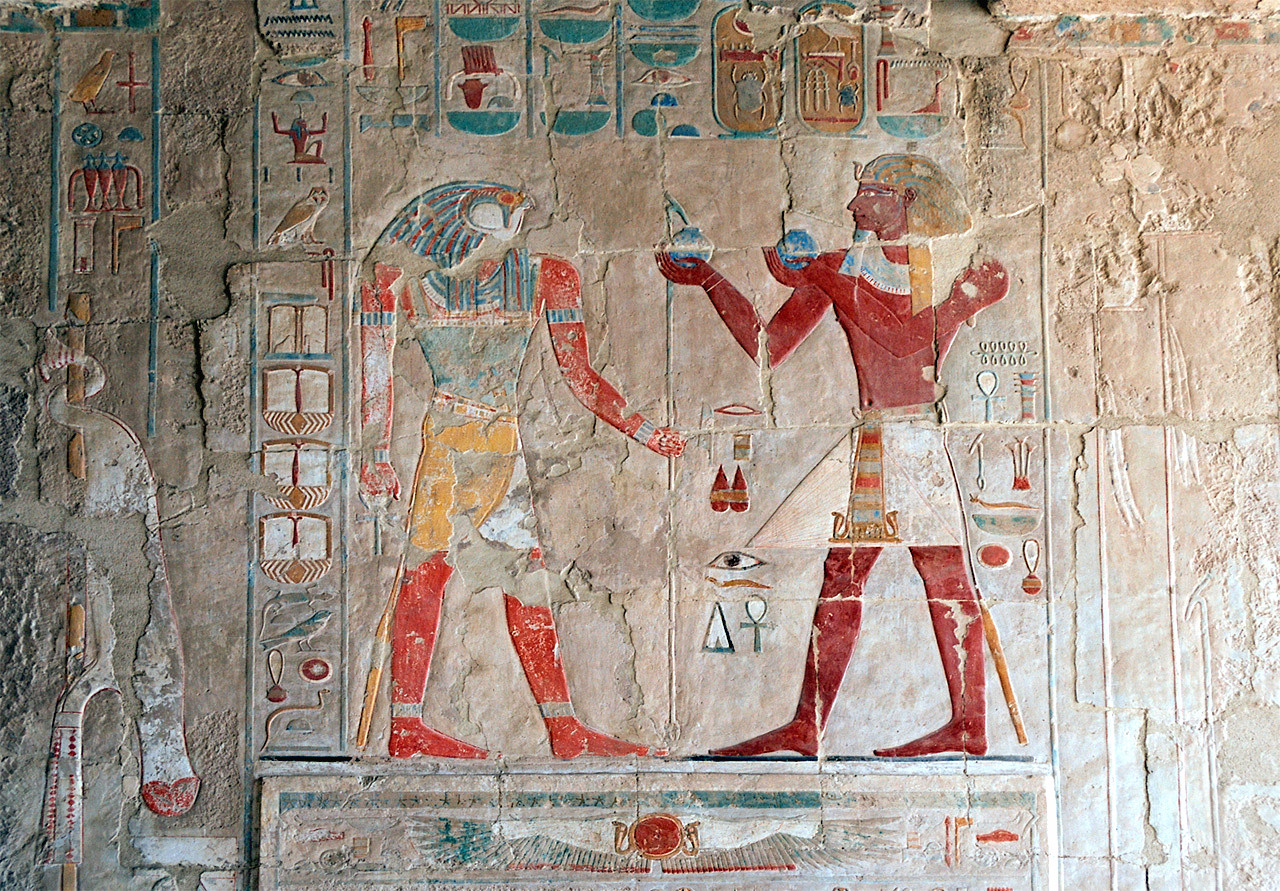
Wanddarstellung im Hatschepsut-Tempel